# Praia da Madalena do Mar
Praia da Madalena
A Praia da Madalena do Mar é uma praia situada na freguesia homónima, pertencente ao município da Ponta do Sol, na ilha da Madeira, Portugal.
Constituída por calhau, possui um solário em deck com 700m², dois restaurantes, bar, balneários, campo de voleibol, parque infantil, estacionamento com 130 lugares, biblioteca de Verão e dois nadadores-salvadores. Tem bandeira azul.